# 勧学院
勧学院（かんがくいん）（旧字＝勸學院）は平安時代の藤原氏の大学別曹である。大学寮の南側（左京3条1坊5町 / 現在の京都市中京区西ノ京勧学院町）の地にあったため、大学南曹（だいがくなんそう）とも呼ばれていた。

## 概要

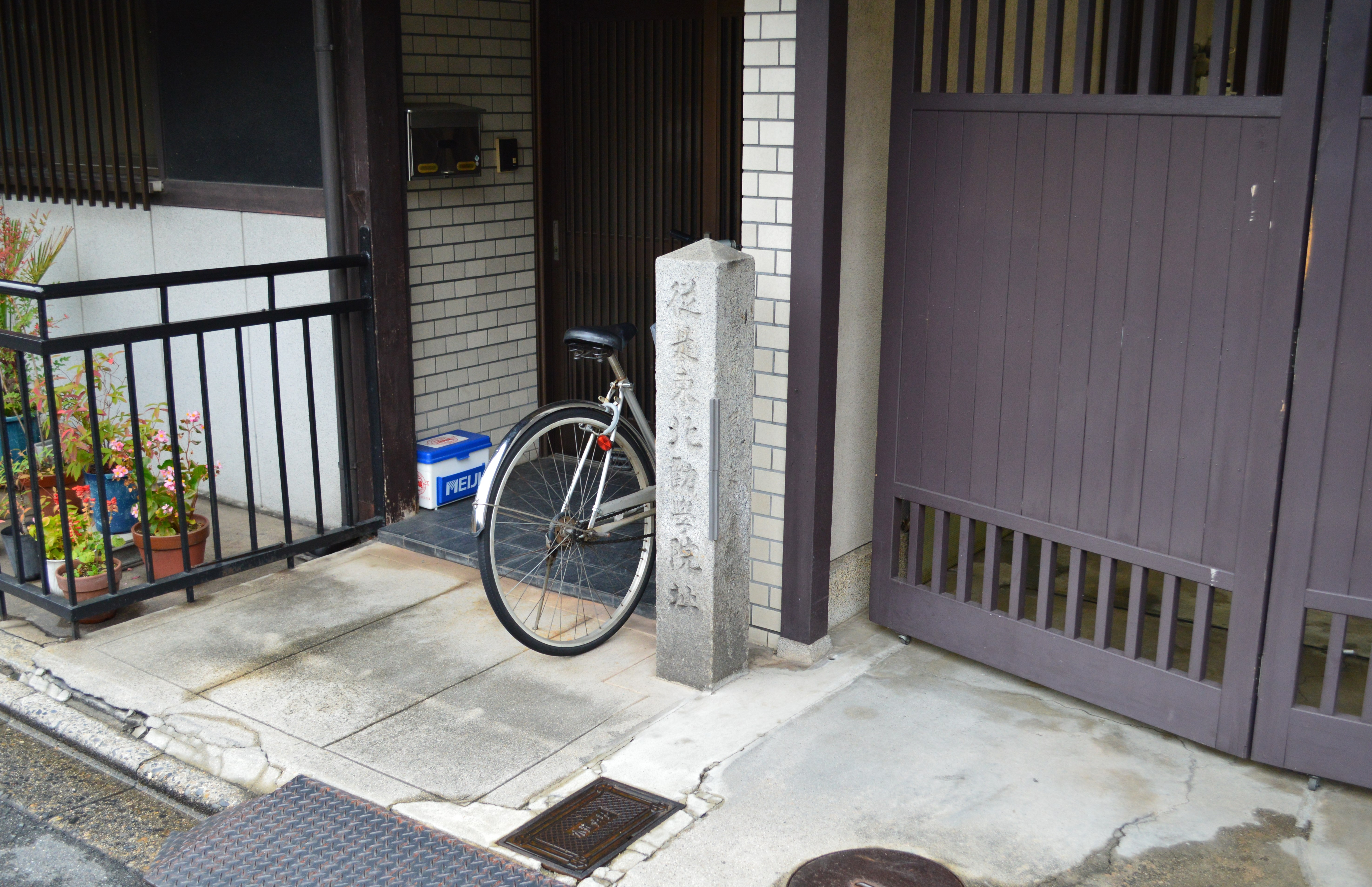
勧学院阯碑（京都市中京区西ノ京職司町）

勧学院は弘仁12年（821年）、藤原冬嗣によって創建され、貞観14年（872年）以前に大学別曹として公認された。大学別曹は有力氏族の学生のためにつくられた寄宿舎である。
本来は大学寮内に寄宿しなければならないが､大学別曹として公認されると寮内に寄宿する学生と同等の資格で授業・試験に出ることが出来た。のちには任官試験を経ずに地方官に任命される特権（年挙）を朝廷から認められた。また、優秀者には学問料が払われて後の文章生への登用に有利に働いた。また、藤原氏の公卿に慶事があると職員・学生達が挙って祝辞を述べに参上し、その答礼として彼らを饗宴でもてなすという「勧学院歩（かんがくいんのあゆみ）」という恒例行事があった。
維持管理は藤氏長者の職務とされ、藤原氏一門の大納言級から任じられる公卿別当、弁官から任じられる弁別当以下の職員の任免を行った。財政は一族からの荘園寄付によって賄われており他の大学別曹に比べ､非常に豊かであった。
また､寄宿舎としての機能の他にも一族に関係する事務を行う氏院（うじのいん）としての機能を行うための政所も設置されていた。具体的には藤原氏の氏寺である興福寺や氏神である春日大社などの祭祀に関する事務である。また延命院の管理も行った。藤氏長者は長者宣を出す際に実際の事務文書にあたる下文が勧学院で作成されて添付された。
貴族社会の衰微とともに鎌倉時代には消滅したと言われているが、興福寺などの有力寺院が寺内に設けた僧侶育成機関に「勧学院」の名が用いられたのは、ここに由来していると言われている。

## 職員
- 氏長者
  - 公卿別当
  - 弁別当（南曹弁[2]）
  - 六位別当
    - 有官別当
    - 無官別当

  - 知院事
  - 案主
  - 雑色
  - 仕丁
  - 学頭（寄宿生の代表者）

## 延命院
延命院は貞観元年（859年）藤原良相（よしみ）によって創建された一族の病人を収容する施設である。これによって冷遇されていた一族から支持を取り付け一族の団結に役立ったようだ。